# Träume sind für alle da
Träume sind für alle da war der deutsche Beitrag zum Eurovision Song Contest 1992, aufgeführt auf Deutsch von der Gruppe Wind. Dies war der dritte Beitrag von Wind zum Eurovision Song Contest. Zuvor hatten sie Deutschland bei den Wettbewerben 1985 und 1987 mit Für alle und Laß die Sonne in dein Herz vertreten und erreichten beide Male den zweiten Platz.

## Entstehung und Inhalt
Träume sind für alle da ist ein Schlager, der vom Bernd Meinunger geschrieben und von Ralph Siegel komponiert wurde. Er schildert skizzenartig die Träume verschiedener Charaktere nach einer Veränderung in ihrem Leben, etwa die einer jungen Frau auf einem Bahnsteig, die auf einen Zug wartet, der sie im übertragenen Sinne zum Erfolg bringen soll. Wind nahm auch eine englische Version auf mit dem Titel Dreams are Made for Everyone auf.

## Veröffentlichung und Rezeption
Die Single erschien im April 1992 als CD und Schallplatte bei Jupiter Records und beinhaltet das Stück Freitagabend als B-Seite. In Deutschland erreichte Träume sind für alle da in drei Chartwochen mit Rang 59 seine höchste Chartnotierung in den Singlecharts. Die Single wurde zum fünften und letzten Charthit für Wind in Deutschland. Um das Lied zu bewerben folgte unter anderem ein Liveauftritt in der ZDF-Hitparade am 16. Juli 1992.

## Eurovision Song Contest
Träume sind für alle da wurde am Abend des Grand Prix an 22. Stelle aufgeführt, nach Merethe Trøan aus Norwegen mit Visjoner und vor Humphrey Campbell aus den Niederlanden mit Wijs me de weg. Dirigent war Norbert Daum. Es erhielt 27 Punkte und erreichte somit den 16. Platz von 23 Teilnehmern, was durchaus überraschend war, da das Lied vorher von den Buchmachern zu den Favoriten gezählt wurde.